# Louis-Guillaume de Bade-Bade
Pour les articles homonymes, voir Louis Ier.
Louis-Guillaume de Bade-Bade (en allemand, Ludwig Wilhelm von Baden-Baden), dit Louis le Turc (Türkenlouis) par ses proches pour avoir victorieusement combattu les Turcs, ou Louis le Rouge par les Ottomans à cause du gilet rouge visible de loin de l'uniforme qu'il revêtait sur les champs de bataille, né le 8 avril 1655 à Paris à l'hôtel de Soissons et mort le 4 janvier 1707 à Rastatt, est margrave de Bade-Bade de 1677 à 1707.

## Biographie

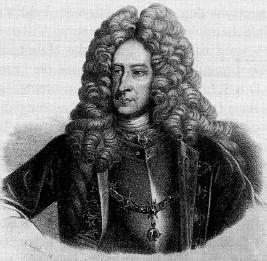

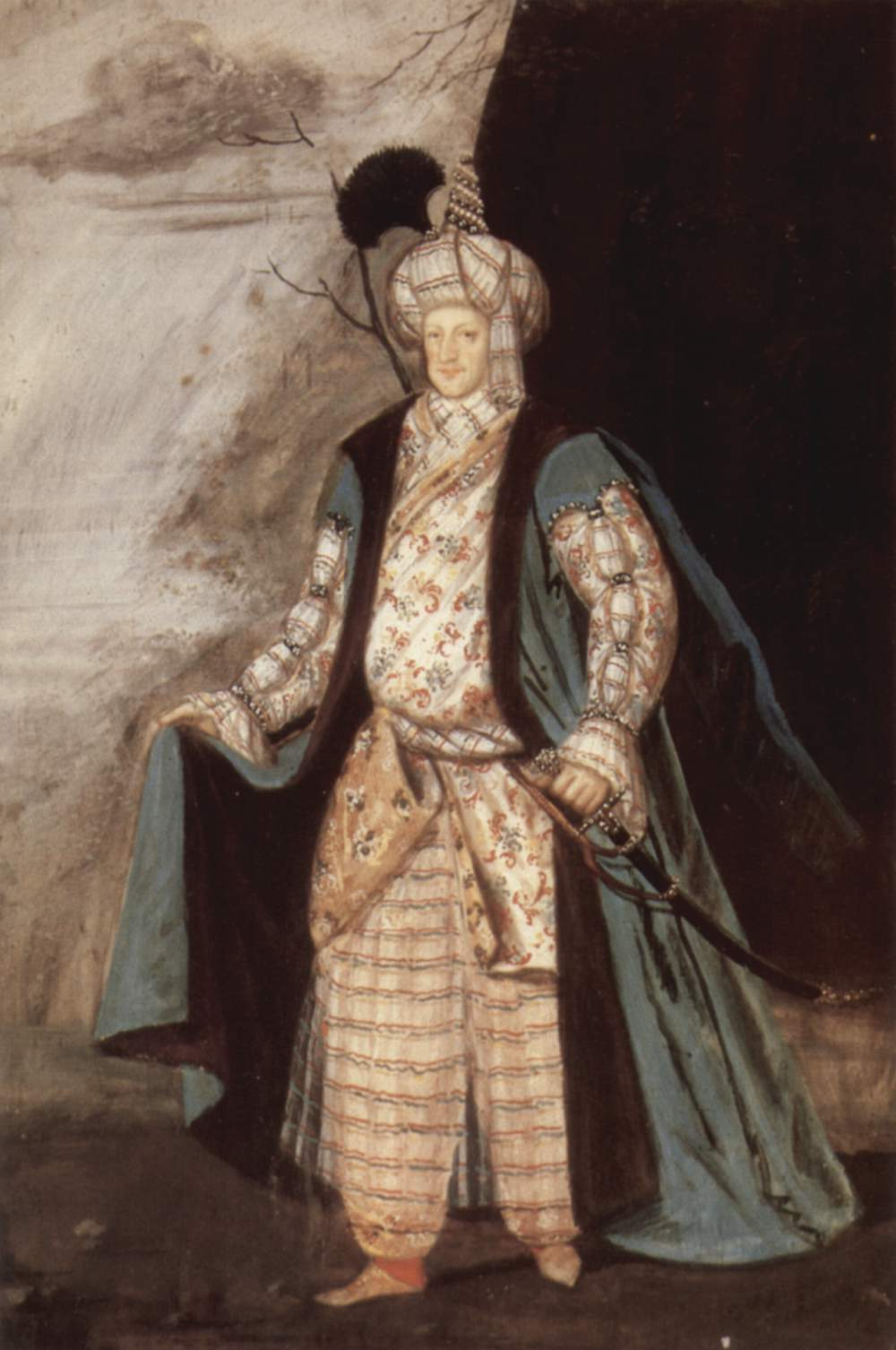
Louis-Guillaume en Turc

Son prénom a été choisi par son grand-père le margrave Guillaume Ier de Bade-Bade (1593-1677), et son parrain, le roi de France Louis XIV.
Louis-Guillaume est le fils du margrave Ferdinand-Maximilien de Bade-Bade (1625-1669) et de la princesse Louise-Christine de Savoie-Carignan (1627-1689), sœur du prince Eugène-Maurice de Savoie-Carignan (Soissons), le père du célèbre prince Eugène.
Pour des raisons familiales, le prince Louis-Guillaume de Bade, sous l'influence de sa mère, refuse de suivre le margrave Guillaume de Bade-Bade, donc de quitter Versailles pour se rendre en Allemagne (pays froid et brumeux..., selon ses dires). Pour cette raison, son père quitte Versailles et épouse en secondes noces la comtesse Marie-Madeleine d'Oettingen.
En 1669, Louis-Guillaume perd son père lors d'un accident de chasse près de Heidelberg. En 1670, son grand-père confie l'éducation de son petit-fils à un précepteur, Cosimo Marzi Medici, qui lui enseigne l'art de la guerre, la connaissance du monde et de la vie aux fins d'en faire un digne héritier et successeur de Ferdinand-Maximilien.
Il assiste à des conférences juridiques au monastère de la Visitation à Besançon lors d'une visite à sa tante religieuse Catherine-Françoise-Henriette de Bade. Il voyage énormément (Genève, Milan, Florence), étudie le droit avec le vice-roi de Naples et se rend à Rome pour rencontrer le pape Clément X.
Le jeune Louis-Guillaume commence sa carrière militaire en 1674 à l'âge de 19 ans dans l'armée impériale, avec comme maître d'instruction militaire Raymond de Montecuccoli. À la suite de son comportement remarquable au siège de Philippsburg (1676), Louis Ier de Bade se voit confier par l’empereur Léopold Ier un régiment d'infanterie.
À la mort de son grand-père survenue le 22 mai 1677, il devient margrave de Bade-Bade, mais il est souvent absent pour cause de guerre au service de l'empereur du Saint-Empire romain germanique. Après le traité de Nimègue (1678-1679), l'empereur Léopold Ier le nomme commandant. Il participe à la libération de Vienne en 1683.
Le marquis de Villars écrit à son propos, en 1687 : « Louis-Guillaume, Louis le Turc, possède un grand courage, une vue claire et sûre sur les champs de bataille. Très actif, vigilant, toujours sur son cheval par tous temps, il est devenu un grand soldat. L'arrogance lui est coutumière, il entend peu les conseils, et s'il doit les suivre, il les corne tard et jamais sans en avoir apporté au moins quelques modifications. La vie auprès de la cour lui est inappropriée, puisqu'il parle trop librement et vigoureusement avec les ministres. C'est un grand militaire, il possède ce que tout le monde doit avoir pour conduire dignement une armée ; mais possède également tous les défauts qui empêchent à quiconque l'envie de lui confier ses vertus ».
Peu après son mariage avec la charmante Sibylle Auguste, Louis-Guillaume participe à la guerre contre les Ottomans, et le 19 août 1691 obtient son plus grand triomphe lors de la bataille de Slankamen (Serbie) au nord-ouest de Belgrade. L'empereur Léopold Ier le nomme général de corps d'armée de toutes les troupes impériales, titre exceptionnel car il n'a été donné que cinq fois en un siècle. En reconnaissance de ses nombreuses victoires contre les Turcs, il est décoré de l'ordre de la Toison d'or. Il acquiert enfin son surnom de Louis le Rouge ou Louis le Turc durant ce conflit (1683-1699).
Ses possessions sont ravagées lors de la guerre de la Ligue d'Augsbourg qui oppose la France au Saint-Empire (1688-1697). Il combat les Français pour le Palatinat du Rhin (1693) et prouve son talent de stratège dans plus de vingt batailles.
Son château de Baden-Baden ayant été détruit par les Français, Louis Ier de Bade fait construire à Rastatt un palais d'après le modèle du château de Versailles.
Au cours de la guerre de Succession d'Espagne, il obtient du gouverneur militaire Ezéchiel de Mélac la reddition de la citadelle de Landau après quatre mois de siège (1702). C'est au cours de la bataille de Blenheim, combat décisif également connu comme la bataille de Höchstädt, et qui eut lieu le 13 août 1704, que Louis-Guillaume est sérieusement blessé. Transporté dans sa ville de Rastatt, il succombe des suites de ses blessures le 4 janvier 1707.

## Famille
Louis Ier de Bade appartient à la première branche de la maison de Bade, elle-même issue des ducs de Zähringen, margraves de Vérone. Il appartient à la lignée des Baden-Baden dite lignée Bernardine, cette lignée s'éteint en 1771.

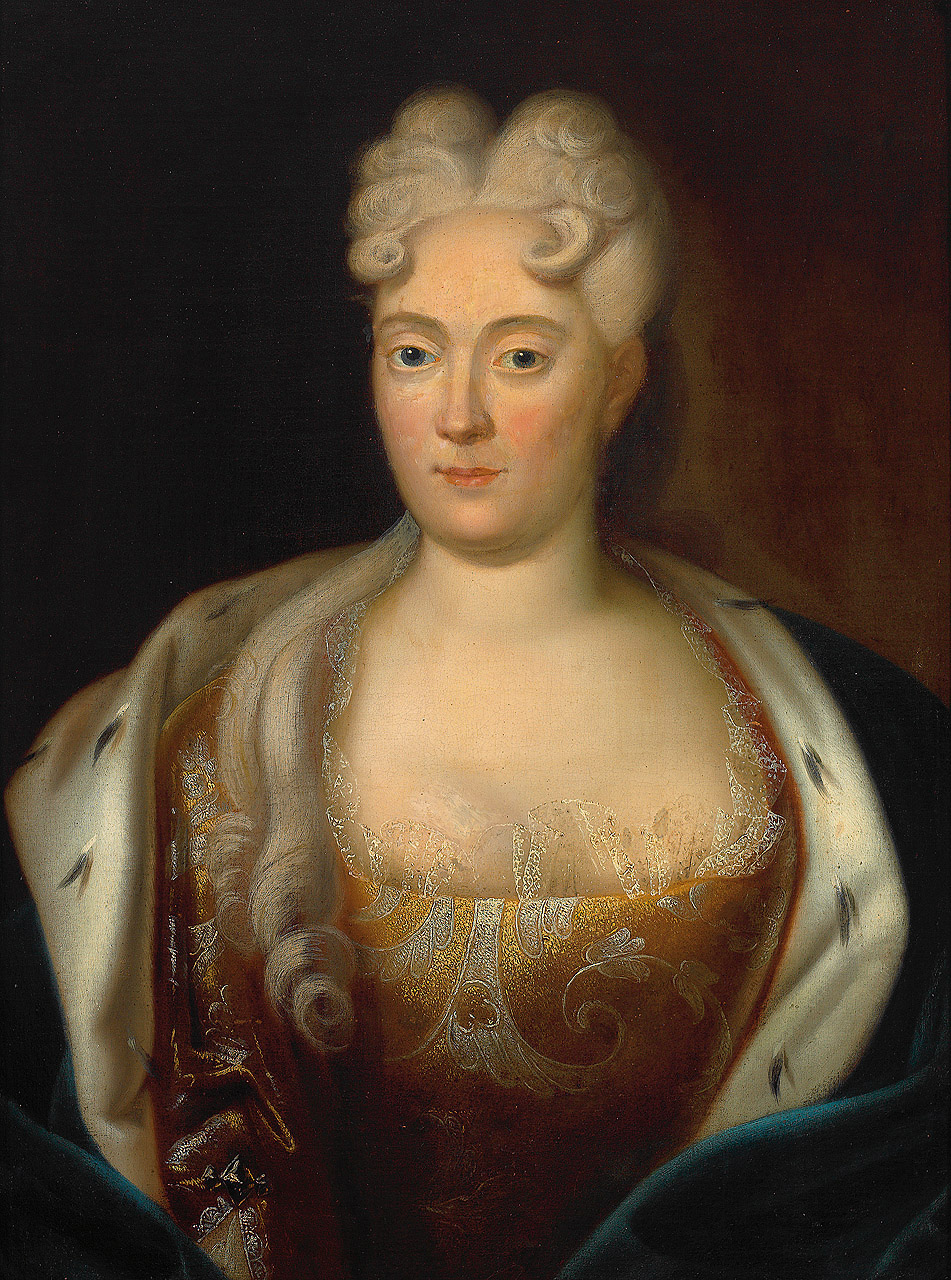
Franziska Sibylla Augusta

Le 27 mars 1690 le comte épouse la princesse Françoise-Sibylle-Auguste de Saxe-Lauenbourg. Née le 21 janvier 1675 à Ratzebourg dans le duché de Holstein, Augusta meurt à l'âge de 58 ans le 10 juillet 1733 après avoir été régente du margraviat pour ses fils. De leur mariage sont nés :
- Léopold-Guillaume (né à Guntzbourg le 28 novembre 1694 et décédé au même endroit en mai 1695)[1], prince héritier de Bade-Bade.
- Charlotte (née à Guntzbourg le 7 août 1696 et décédée le 16 janvier 1700)
- Charles-Joseph (né à Augsbourg le 30 septembre 1697 et décédé à Schlackenwerth le 9 mars 1701[1]), prince héritier de Bade-Bade.
- Wilhelmine (née à Schlackenwerth le 16 août 1699[2] et décédée au même endroit le 2 juin 1700[3]).
- Louise (née à Nuremberg le 9 mai 1701[1] et décédée le 23 septembre 1701 ou 1707[1]).
- Louis-Georges (né à Baden-Baden le 7 juin 1702 et décédé à Rastatt le 22 octobre 1761), margrave de Bade de 1707 à 1761.
- Guillaume-Georges (né à Aschaffenbourg le 5 septembre 1703 et décédé à Baden-Baden le 16 février 1709)[4].
- Augusta (née à Aschaffenbourg le 11 novembre 1704[5] et décédée à Paris le 8 août 1726), épousa (par procuration à Rastatt le 18 juin, puis en personne) à Paris le 13 juillet 1724, Louis, duc d'Orléans (1703-1752).
- Auguste-Georges (né à Rastatt le 14 janvier 1706 et décédé au même endroit le 21 octobre 1771, dernier margrave de Bade-Bade de 1761 à 1771.

## Ses quatre quartiers
|  |  | Guillaume Ier, margrave de Bade-Bade (1593-1677) | Guillaume Ier, margrave de Bade-Bade (1593-1677) | Guillaume Ier, margrave de Bade-Bade (1593-1677) | Guillaume Ier, margrave de Bade-Bade (1593-1677) | Guillaume Ier, margrave de Bade-Bade (1593-1677)        | Guillaume Ier, margrave de Bade-Bade (1593-1677)        |                                                         |                                                         | Catherine-Ursule, princesse de Hohenzollern-Hechingen (†1640) | Catherine-Ursule, princesse de Hohenzollern-Hechingen (†1640) | Catherine-Ursule, princesse de Hohenzollern-Hechingen (†1640) | Catherine-Ursule, princesse de Hohenzollern-Hechingen (†1640) | Catherine-Ursule, princesse de Hohenzollern-Hechingen (†1640) | Catherine-Ursule, princesse de Hohenzollern-Hechingen (†1640) |                                                        |  |  |  | Thomas de Savoie, prince de Carignan (1596-1656) | Thomas de Savoie, prince de Carignan (1596-1656) | Thomas de Savoie, prince de Carignan (1596-1656) | Thomas de Savoie, prince de Carignan (1596-1656) | Thomas de Savoie, prince de Carignan (1596-1656) | Thomas de Savoie, prince de Carignan (1596-1656) |                                                 |                                                 | Marie de Bourbon-Condé (1606-1692), comtesse de Soissons | Marie de Bourbon-Condé (1606-1692), comtesse de Soissons | Marie de Bourbon-Condé (1606-1692), comtesse de Soissons | Marie de Bourbon-Condé (1606-1692), comtesse de Soissons | Marie de Bourbon-Condé (1606-1692), comtesse de Soissons | Marie de Bourbon-Condé (1606-1692), comtesse de Soissons |  |  |  |  |  |  |  |  |  |  |  |  |  |  |  |  |  |  |  |  |  |  |  |  |
|  |  | Guillaume Ier, margrave de Bade-Bade (1593-1677) | Guillaume Ier, margrave de Bade-Bade (1593-1677) | Guillaume Ier, margrave de Bade-Bade (1593-1677) | Guillaume Ier, margrave de Bade-Bade (1593-1677) | Guillaume Ier, margrave de Bade-Bade (1593-1677)        | Guillaume Ier, margrave de Bade-Bade (1593-1677)        |                                                         |                                                         | Catherine-Ursule, princesse de Hohenzollern-Hechingen (†1640) | Catherine-Ursule, princesse de Hohenzollern-Hechingen (†1640) | Catherine-Ursule, princesse de Hohenzollern-Hechingen (†1640) | Catherine-Ursule, princesse de Hohenzollern-Hechingen (†1640) | Catherine-Ursule, princesse de Hohenzollern-Hechingen (†1640) | Catherine-Ursule, princesse de Hohenzollern-Hechingen (†1640) |                                                        |  |  |  | Thomas de Savoie, prince de Carignan (1596-1656) | Thomas de Savoie, prince de Carignan (1596-1656) | Thomas de Savoie, prince de Carignan (1596-1656) | Thomas de Savoie, prince de Carignan (1596-1656) | Thomas de Savoie, prince de Carignan (1596-1656) | Thomas de Savoie, prince de Carignan (1596-1656) |                                                 |                                                 | Marie de Bourbon-Condé (1606-1692), comtesse de Soissons | Marie de Bourbon-Condé (1606-1692), comtesse de Soissons | Marie de Bourbon-Condé (1606-1692), comtesse de Soissons | Marie de Bourbon-Condé (1606-1692), comtesse de Soissons | Marie de Bourbon-Condé (1606-1692), comtesse de Soissons | Marie de Bourbon-Condé (1606-1692), comtesse de Soissons |  |  |  |  |  |  |  |  |  |  |  |  |  |  |  |  |  |  |  |  |  |  |  |  |
|  |  |                                                  |                                                  |                                                  |                                                  |                                                         |                                                         |                                                         |                                                         |                                                               |                                                               |                                                               |                                                               |                                                               |                                                               |                                                        |  |  |  |                                                  |                                                  |                                                  |                                                  |                                                  |                                                  |                                                 |                                                 |                                                          |                                                          |                                                          |                                                          |                                                          |                                                          |  |  |  |  |  |  |  |  |  |  |  |  |  |  |  |  |  |  |  |  |  |  |  |  |
|  |  |                                                  |                                                  |                                                  |                                                  | Ferdinand-Maximilien, margrave de Bade-Bade (1625-1669) | Ferdinand-Maximilien, margrave de Bade-Bade (1625-1669) | Ferdinand-Maximilien, margrave de Bade-Bade (1625-1669) | Ferdinand-Maximilien, margrave de Bade-Bade (1625-1669) | Ferdinand-Maximilien, margrave de Bade-Bade (1625-1669)       | Ferdinand-Maximilien, margrave de Bade-Bade (1625-1669)       |                                                               |                                                               |                                                               |                                                               |                                                        |  |  |  |                                                  |                                                  |                                                  |                                                  | Louise-Christine de Savoie-Carignan (1627-1689)  | Louise-Christine de Savoie-Carignan (1627-1689)  | Louise-Christine de Savoie-Carignan (1627-1689) | Louise-Christine de Savoie-Carignan (1627-1689) | Louise-Christine de Savoie-Carignan (1627-1689)          | Louise-Christine de Savoie-Carignan (1627-1689)          |                                                          |                                                          |                                                          |                                                          |  |  |  |  |  |  |  |  |  |  |  |  |  |  |  |  |  |  |  |  |  |  |  |  |
|  |  |                                                  |                                                  |                                                  |                                                  | Ferdinand-Maximilien, margrave de Bade-Bade (1625-1669) | Ferdinand-Maximilien, margrave de Bade-Bade (1625-1669) | Ferdinand-Maximilien, margrave de Bade-Bade (1625-1669) | Ferdinand-Maximilien, margrave de Bade-Bade (1625-1669) | Ferdinand-Maximilien, margrave de Bade-Bade (1625-1669)       | Ferdinand-Maximilien, margrave de Bade-Bade (1625-1669)       |                                                               |                                                               |                                                               |                                                               |                                                        |  |  |  |                                                  |                                                  |                                                  |                                                  | Louise-Christine de Savoie-Carignan (1627-1689)  | Louise-Christine de Savoie-Carignan (1627-1689)  | Louise-Christine de Savoie-Carignan (1627-1689) | Louise-Christine de Savoie-Carignan (1627-1689) | Louise-Christine de Savoie-Carignan (1627-1689)          | Louise-Christine de Savoie-Carignan (1627-1689)          |                                                          |                                                          |                                                          |                                                          |  |  |  |  |  |  |  |  |  |  |  |  |  |  |  |  |  |  |  |  |  |  |  |  |
|  |  |                                                  |                                                  |                                                  |                                                  |                                                         |                                                         |                                                         |                                                         |                                                               |                                                               |                                                               |                                                               |                                                               |                                                               |                                                        |  |  |  |                                                  |                                                  |                                                  |                                                  |                                                  |                                                  |                                                 |                                                 |                                                          |                                                          |                                                          |                                                          |                                                          |                                                          |  |  |  |  |  |  |  |  |  |  |  |  |  |  |  |  |  |  |  |  |  |  |  |  |
|  |  |                                                  |                                                  |                                                  |                                                  |                                                         |                                                         |                                                         |                                                         |                                                               |                                                               |                                                               |                                                               |                                                               |                                                               | Louis-Guillaume Ier, margrave de Bade-Bade (1655-1707) |  |  |  |                                                  |                                                  |                                                  |                                                  |                                                  |                                                  |                                                 |                                                 |                                                          |                                                          |                                                          |                                                          |                                                          |                                                          |  |  |  |  |  |  |  |  |  |  |  |  |  |  |  |  |  |  |  |  |  |  |  |  |

## Batailles

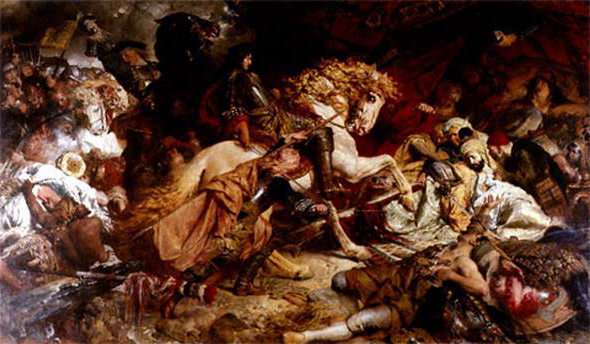
Louis-Guillaume à la bataille de Slankamen en 1691.

Louis Ier de Bade participe au cours de sa carrière militaire à cinquante-sept batailles, dont :
- en 1683 : siège de Vienne
- en 1684 : siège de Neuhaüsel
- en 1685 : bataille de Gran (de)
- en 1687 : bataille de Mohács
- en 1688 : bataille de Kostajnica
- en 1688 : siège de Belgrade
- en 1689 : bataille de Batočina
- en 1690 : siège de Belgrade
- en 1691 : bataille de Slankamen
- en 1702 : bataille de Friedlingen
- en 1704 : bataille de Blenheim

## Rastatt

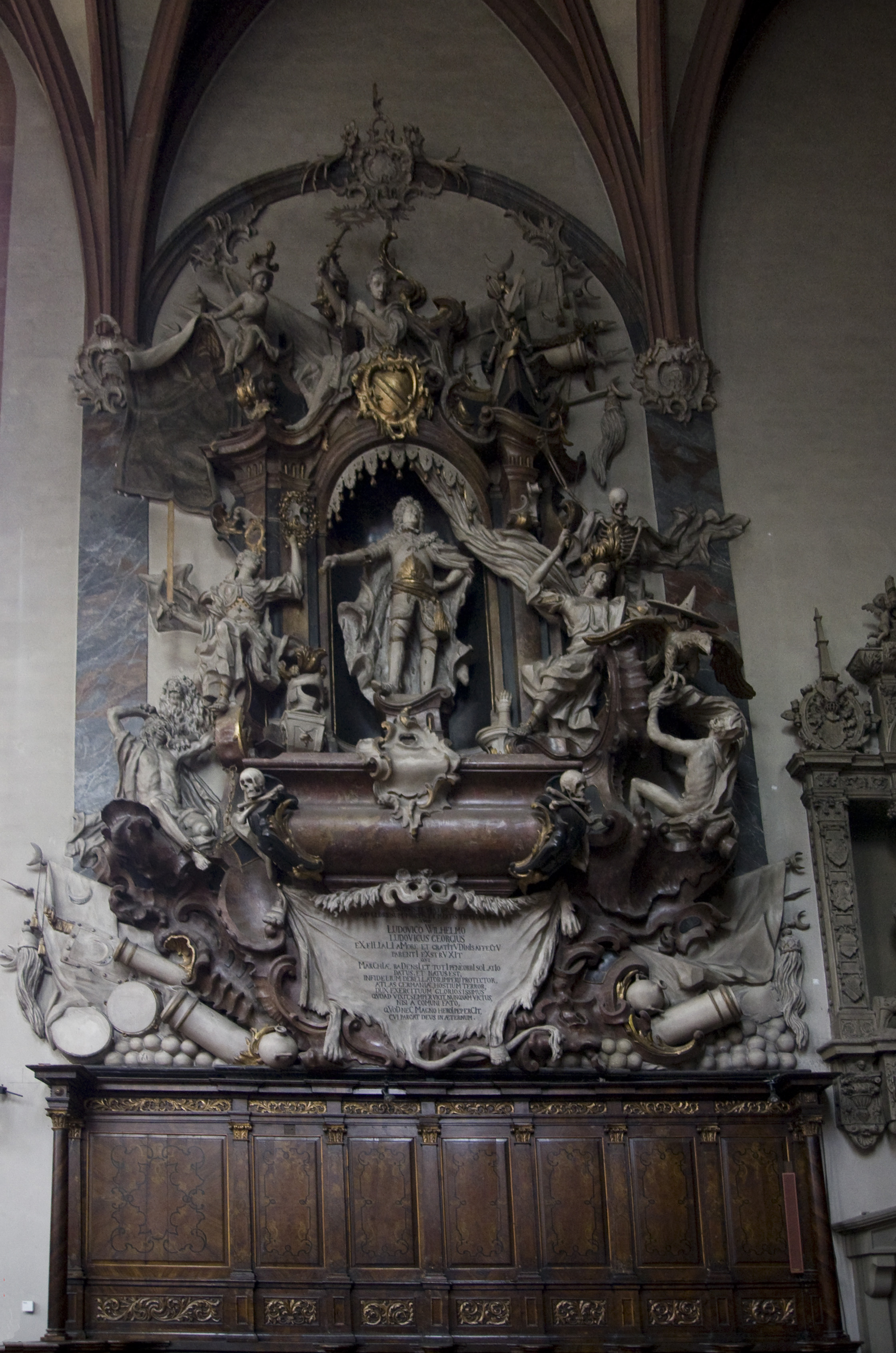
Épitaphe de Louis-Guillaume de Bade

La ville de Baden-Baden détruite, Louis-Guillaume choisit comme résidence principale la ville de Rastatt et réorganise son palais en prenant comme modèle le château de Versailles entre 1697-1707. Le château de Rastatt est considéré comme une merveille et la première résidence royale allemande d'après le modèle français. Les architectes de ce joyau sont Domenico Trezzini (1670-1734) et son adjoint Domenico Egidio Rossi (en) (1679-1715).

## Tombeau
Le tombeau de Louis-Guillaume Ier se trouve dans la collégiale (de) de Baden-Baden où l'on peut lire son épitaphe, gravée sur un autel de style baroque représentant la justice, le courage et la sagesse, trois symboles attribués à son personnage. Son cœur et ses organes internes ont été enterrés dans le monastère de Lichtenthal, qui était le lieu de sépulture attitré de la famille.
Louis-Guillaume Ier de Bade appartient à la première branche de la Maison de Bade, elle-même issue de la première branche de la maison de Zähringen. Il fait partie de la lignée de Bade-Bade dite ligne Bernardine, cette lignée s'éteint en 1771.

### Sources
- Michel Huberty, Alain Giraud, F. Magdelaine et B. Magdelaine, L'Allemagne dynastique : les quinze familles qui ont fait l'empire, t. VI : Bade-Mecklembourg. Familles alliées C-G, Le Perreux-sur-Marne, chez Alain Giraud, 1991, 530 p. (ISBN 2-901138-06-3)